# الفتك (المهرة)

تعديل مصدري - تعديل

الفتك هي إحدى قرى عزلة الفيدمي بمديرية الغيظة التابعة لمحافظة المهرة، بلغ تعداد سكانها 587 نسمة حسب تعداد اليمن لعام 2004.